# Rizal (Zamboanga du Nord)
Pour les articles homonymes, voir Rizal (homonymie).
Rizal est une municipalité des Philippines située dans l'est de la province de Zamboanga du Nord, sur l'île de Mindanao. Elle est limitrophe de la province de Misamis occidental
Comme six autres municipalités et une province, elle porte le nom du héros national José Rizal (1861-1896).

## Subdivisions
Rizal est divisée en 22 barangays :
- Balubohan
- Birayan
- Damasing
- East Poblacion
- La Esperanza
- Mabuhay
- Mabunao
- Mitimos
- Nangca
- Nangcaan
- Napilan
- Nasipang
- New Dapitan
- Nilabo
- North Mapang
- Rizalina
- San Roque
- Sebaca
- Sipaon
- South Mapang
- Tolon
- West Poblacion